# Мас Віллемсен
Мас Ві́ллемсен (нід. Maas Willemsen; нар. 29 квітня 2003) — нідерландський футболіст, захисник клубу «Геренвен».

## Клубна кар'єра
Вихованець команд «Гарфсен» і «Твенте», потім у 2014 році перейшов до академії «Де Графсхапа». 6 березня 2023 року дебютував в основному складі «Де Графсхапа» в матчі Еерстедивізі проти клубу «Гелмонд Спорт», замінивши Меса Кандорпа.
19 квітня 2024 року в поєдинку проти «Роди» забив свій перший гол у професіональній кар'єрі.
28 травня 2025 року на правах вільного агента приєднався до «Геренвена», підписавши чотирирічний контракт.

## Статистика виступів
Станом на 17 травня 2025 
| Клуб              | Сезон             | Чемпіонат         | Чемпіонат | Чемпіонат | Кубок | Кубок | Єврокубки | Єврокубки | Інші  | Інші | Всього | Всього |
| Клуб              | Сезон             | Дивізіон          | Матчі     | Голи      | Матчі | Голи  | Матчі     | Голи      | Матчі | Голи | Матчі  | Голи   |
| ----------------- | ----------------- | ----------------- | --------- | --------- | ----- | ----- | --------- | --------- | ----- | ---- | ------ | ------ |
| Де Графсхап       | 2022–23           | Еерстедивізі      | 1         | 0         | 0     | 0     | —         | —         | —     | —    | 1      | 0      |
| Де Графсхап       | 2023–24           | Еерстедивізі      | 7         | 1         | 0     | 0     | —         | —         | —     | —    | 7      | 1      |
| Де Графсхап       | 2024–25           | Еерстедивізі      | 25        | 1         | 3     | 0     | —         | —         | 2     | 0    | 30     | 1      |
| Де Графсхап       | Всього            | Всього            | 33        | 2         | 3     | 0     | 0         | 0         | 2     | 0    | 38     | 2      |
| Геренвен          | 2025–26           | Ередивізі         | 0         | 0         | 0     | 0     | 0         | 0         | 0     | 0    | 0      | 0      |
| Всього за кар'єру | Всього за кар'єру | Всього за кар'єру | 33        | 2         | 3     | 0     | 0         | 0         | 2     | 0    | 38     | 2      |